# カシェウ州
カシェウ州（カシェウしゅう、ポルトガル語: Cacheu）は、ギニアビサウを構成する8つの州の1つである。州都はカシェウ。

## 隣接州
- ビオンボ州
- オイオ州
- ジガンショール州
- セディウ州

## 下位行政区画
- ビジェネ区 - 中心都市：ビジェネ
- Bula
- カシェウ区 - 中心都市：カシェウ
- Caió
- Canghungo

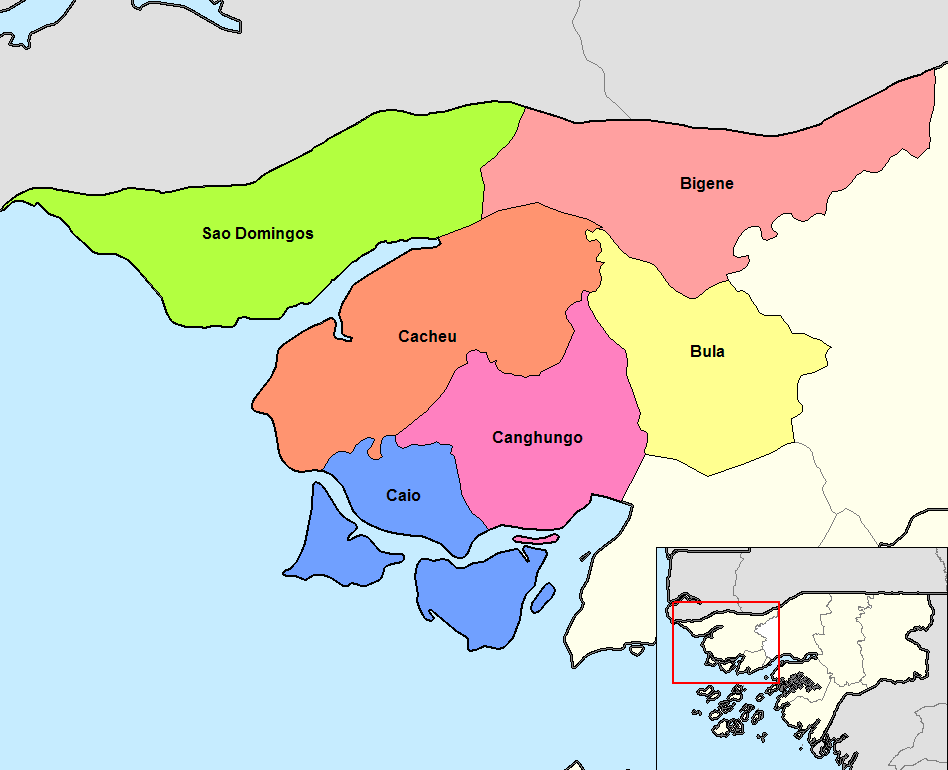
カシェウ州のセクター

- サン・ドミンゴス区 - 中心都市：サン・ドミンゴス